# Paroxyptera
Paroxyptera é um gênero de mariposa pertencente à família Crambidae.